# Conrad de Reventlow
Conrad de Reventlow (en danès Conrad Reventlow) va néixer a Copenhaguen el 21 d'abril de 1644 i va morir a la ciutat danesa de Clausholm el 21 de juliol de 1708. Era un noble i polític danès, fill de Detlev Reventlow (1596-1664) i de Cristina Rantzau (1618-1688).
Després d'haver passat per la Universitat, el 1665 va ser cridat a la Cort de Dinamarca on va ocupar diversos càrrecs de responsabilitat. En la dècada del 1670 es va convertir en coronel de l'exèrcit i va destacar amb el seu regiment en la guerra d'Escània. Però més tard seria un ferm partidari d'arribar a un acord de pau amb Suècia. Va ser Primer Ministre de Dinamarca, aleshores conegut com el Gran Canceller, durant el regant de Frederic IV, des de 1699 fins a la seva mort. Precisament la seva filla Anna Sofia de Reventlow acabà casant-se amb Frederic IV, convertint-se en la primera reina de Dinamarca que no havia nascut princesa

## Matrimoni i fills
El 27 de juliol de 1667 es va casar amb Anna Margarida Gabel (1651-1678), filla de Cristòfol Gabel (1617-1673) i d'Ermegaard Badenhaupt (1617-1699). El matrimoni va tenir set fills:
- Frederic (1668)
- Carlota Amàlia (1670)
- Cristià Detlev (1671-1738), casat amb Benedicta Margarida de Brockdorff (1678-1739).
- Cristina Sofia (1672-1757), casada primer amb Niels de Friis-Frijsenborg (1665-1699), i després amb Ulric Adolf de Holstein-Holsteinborg (1664-1737).
- Carlota Amàlia (1673)
- Frederik (1675)
- Armgaard Margrethe (1679-1709), casada amb Frederic d'Ahlefeldt (1662-1708).

L'1 de maig de 1681 es casà per segona vegada, a Copenhaguen, amb Sofia Amàlia de Hahn (1664-1722), filla de Vincent Joaquim de Hahn (1632-1680) i de Sidsel Eriksdatter Kaas (Sparre) (1645-1667, amb qui va tenir els següents fills: 
- Anna Margarida (1682-1710), casada amb Hans Schack (1676-1719).
- Carlota Amàlia (1683-1700), casada amb Otto Blome (1684-1738).
- Cecília Caterina (1685-1691)
- Ulrica Elionor (1686-1686)
- Sofia Hedevig (1686)
- Frederic (1687-1688)
- Anna Sofia (1688)
- Conrad (1689)
- Ulrica Elionor (1690-1754), casada amb Ferrnan Antoni de Danneskiold-Laurvig (1688-1754).
- Anna Sofia (1693-1743), casada amb el rei Frederic IV de Dinamarca (1671-1730).

I encara es casà per tercera vegada amb Anna Caterina Hagensen (1659-1691, amb qui va tenir tres fills més: 
- Detlev Revenfeld (1684-1746), casat amb Anna Caterina Woldenberg.
- Conrad Revenfeld (1685)
- Conradina Revenfeld (1687-1770), casada amb Frederic Rostgaard (1671-1745).